# Adolf I. von Saffenberg
Adolf I. von Saffenberg (auch von Saffenburg; † um 1136) war ein Graf aus dem Geschlecht Saffenberg/Saffenburg mit Stammsitz auf der Saffenburg bei Mayschoß im Ahrtal.

## Familie
Adolf von Saffenberg war der Sohn des Adalbert von Saffenberg (* vor 1074; † um 1110 beerdigt in Klosterrath) und dessen Gemahlin Mathilde, sowie Enkel des Hermann IV. von Saffenberg. 
Adolf heiratete 1122 Margarete von Rötz, Tochter des Luitpoldingers Graf Engelbert von Rötz und Schwarzenburg, einem Sohn des Berthold I. von Schwarzenburg. Margarethe lebte bis zur Heirat auf Burg Schwarzenburg in Bayern, nahe der Böhmischen Grenze. Margaretes Onkel war Graf Friedrich I. von Schwarzenburg, der zwischen 1100 und 1131 Erzbischof des Erzbistums Köln war. Ebendieser Erzbischof verlieh Adolf von Saffenberg den Titel eines Grafen, nachdem dieser seine Nichte heiratete.

### Kinder
Aus der Ehe Adolfs mit Margarete gingen zumindest drei Söhne hervor:
- Hermann V. von Saffenberg († 1172)
- Adalbert II. von Saffenberg († um 1152)
- Adolf II. von Saffenberg († nach 1166)

## Titel
Adolf I. war Graf von Saffenburg und Nörvenich, Graf im Köln- und Ruhrgau, Vogt von Kloster Marienthal, der Abtei Klosterrath und von St. Cassius in Bonn sowie Domvogt von Köln. 

## Kloster Marienthal
Adolf von Saffenberg war wie schon sein Vater Vogt der Abtei Klosterrath. Im Jahr 1136 ermächtigte er die dortigen Augustinermönche im Hubachtal ein Kloster zu errichten. Der Hubach bildete die Ostgrenze der Herrschaft Saffenburg zu Ahrweiler. Das Tal war in jener Zeit noch bewaldet und unbewohnt. Nach längeren Rodungsarbeiten wurde dort der Grundstein für das neue Kloster gelegt. Bereits 1138 feierte man im Kloster Marienthal die erste Messe. Der Kölner Erzbischof weihte 1141 die fertiggestellte Klosterkirche ein. Das Kloster wurde von Augustinerinnen bezogen, die dem Abt von Klosterrath unterstanden.